# Романов Євген Анатолійович
Євген Анатолійович Романов (рос. Евгений Анатольевич Романов; нар. 2 листопада 1988, Калінінград) — норвезький, раніше — російський (до 2022 року) шахіст, гросмейстер (2007).

## Життєпис
Майстер ФІДЕ від 1998 року. Після закінчення школи (із золотою медаллю) отримав юридичну освіту в РДУ ім. Канта. Серед його наставників — Володимир Юрков, Юрій Балашов, Йосип Дорфман.
У 1998 році став переможцем російської та світової (проводилася в Орпезі) першостей серед учасників до 10 років. Був першим на юнацьких першостях Європи в групах до 12 (Халкідіки, 2000) та 14 років (Пеніскола, 2002).
З 2005 року міжнародний майстер, у 2007 році отримав гросмейстерський титул.
За підсумками особисто-командного чемпіонату Росії серед студентів (Бєлгород, 2008) здобув перемогу в особистому заліку. 
На міжнародних змаганнях: Euroorient Masters, Nice, (2008) — 1-ше місце; турнір зі швидких шахів «Лієпайське рокірування» (2008) і (2015) — 1-ше місце; XXXIII Tenkes Kupa, Харкань, (2009) — 1-ше місце; фестиваль інтелектуальних ігор, Cannes, (2012) — 1-е місце; LGA Cup, Nuremberg, (2012 і 2013) — 1-ші місця; 4t torneig obert ITT Jahv McGregor a Богота (Колумбія) — 1-ше місце; Festival Sunway Sitges  — 1-ше місце.
Визнаний найкращим гравцем Німецької шахової бундесліги сезону 2012/2013.
Призер багатьох етапів Кубка Росії серед чоловіків 2012 - 2016 років.
Бронзовий призер Чемпіонату Європи серед чоловіків, (Легниця, 2013).
Учасник Кубків світу серед чоловіків- Ханти-Мансійськ, 2011 і Тромсе, 2013.
На клубних змаганнях серед іншого виступав за команди «Дебют-ДВГТУ» (Владивосток), «Південний Урал» (Челябінськ), «Клуб ім. Чигоріна» (Санкт-Петербург).
За кордоном грав за Erfurter Schachklub (Німеччина), Sportfreunde Katernberg 1913 E. V. (Німеччина), Kristiansund Sjakklubb і Vaalerenga Sjakklubb — чемпіон Норвегії, (2011, 2015 і 2016), ŠK AD Jičín Чехія.
Тренер чоловічої збірної Норвегії на Олімпіаді в Тромсе 2014 року і чоловічої збірної Німеччини на Олімпіаді в Баку в 2016 року.